# Bugarama (Burundi)
Bugarama è un comune del Burundi situato nella Provincia di Rumonge con 30.482 abitanti (censimento 2008).

## Geografia antropica

### Suddivisioni amministrative
Il comune è suddiviso in 15 colline.